# Aleksander Jakovljevič Knjažnin
Aleksander Jakovljevič Knjažnin (rusko Александр Яковлевич Княжнин), ruski general, * 1771, † 1829.
Bil je eden izmed pomembnejših generalov, ki so se borili med Napoleonovo invazijo na Rusijo; posledično je bil njegov portret dodan v Vojaško galerijo Zimskega dvorca.

## Življenje
Leta 1784 je vstopil v vojaško službo in sicer v Izmailovski polk. 5. januarja 1785 je bil kot stotnik premeščen v redno vojsko in 14. julija istega leta je bil dodeljen 1. pomorskemu polku. 
Leta 1797 je bil premeščen v Tenginski mušketirski polk in novembra 1799 je bil povišan v majorja. V letih 1802−03 je bil v pokoju. 
Leta 1803 je bil ponovno sprejet v vojaško službo in sicer je bil dodeljen v Keksgolskemu mušketirskemu polku; z njim se je leta 1807 udeležil bojev proti Francozom. 
13. januarja 1808 je postal poveljnik polka in 18. marca 1810 je bil povišan v polkovnika. Leta 1810 ga je vojaško sodišče obsodilo zaradi neupoštevanja ukazov in zlorabe pooblastil, a je bil kmalu pomiloščen in leta 1811 je bil imenovan za poveljnika 1. brigade novoustanovljene 27. pehotne divizije. 
S brigado se je udeležil patriotske vojne; za izkazan pogum je bil 21. novembra 1812 povišan v generalmajorja. A zaradi ran ni več sodeloval v neposrednih bojnih operacijah. 
Med 20. januarjem 1816 in 30. avgustom 1823 je bil namestnik direktorja inšpektorata generalštaba, nato pa je postal vojaški svetnik. 1. januarja 1826 je bil povišan v generalporočnika. 